# Stibiopalladinite
La stibiopalladinite è un minerale.